# Premio Pergamino de Honor de ONU-Hábitat

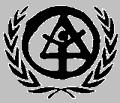
Premio Pergamino de Honor de ONU-Hábitat

El Premio Pergamino de Honor de ONU-Hábitat fue creado por la Organización de las Naciones Unidas para los Asentamientos Humanos (UNCHS) en 1989 para alentar y reconocer a los países, gobiernos, organizaciones e individuos que han hecho grandes contribuciones al desarrollo de la vivienda. Es el premio a asentamientos humanos más prestigioso del mundo otorgado por el Programa de Naciones Unidas para los Asentamientos Humanos (ONU-Hábitat), y ha reconocido 192 iniciativas desde su inicio en 1989. 
El objetivo del premio es reconocer iniciativas que han realizado contribuciones sobresalientes en el campo de los asentamientos humanos, la provisión de viviendas, destacando la difícil situación de las personas que viven en situación de pobreza o desplazadas, desarrollando y mejorando los asentamientos humanos y la calidad de la vida urbana. Para no dejar a nadie atrás, haciendo eco de los Objetivos de Desarrollo Sostenible 2030 con énfasis en el Objetivo 11, Ciudades y comunidades sostenibles. 
El premio, una placa grabada con el nombre del ganador, se entrega en el Día Mundial del Hábitat, día que las Naciones Unidas han reservado para recordarle al mundo que todos tenemos el poder y la responsabilidad de reflexionar sobre el estado de nuestras ciudades y pueblos y para dar forma al futuro. El Día Mundial del Hábitat fue establecido en 1985 por la Asamblea General de las Naciones Unidas mediante la Resolución 40/202 y se celebró por primera vez en 1986.

## Candidatos
Individuos, organizaciones, el sector privado, agencias de ayuda gubernamentales, no gubernamentales, bilaterales y multilaterales que se ocupan de proyectos sostenibles que han tenido un gran impacto en la ciudad, y cualquier socio del Programa de Hábitat que haya mejorado la vida de las personas puede ser candidato al Premio de Honor de ONU-Hábitat. 

## Criterios de evaluación
Un comité compuesto por expertos de ONU-Hábitat y alta gerencia realiza la evaluación inicial de las nominaciones y presentaciones de los candidatos, verificando que cumplan con los estándares descritos en las directrices. Después de una estricta revisión y selección de materiales de todos los candidatos, el Programa de las Naciones Unidas para los Asentamientos Humanos elige a los ganadores. Cada año depende el número de premios otorgados por el Programa de las Naciones Unidas para los Asentamientos Humanos, generalmente por debajo de 10. Desde 2018, solo se seleccionan 5 ganadores, idealmente, uno de cada región del mundo. Los ganadores anteriores destacan a nivel internacional, regional o nacional en la vida urbana y tienen gran influencia. En cada Día Mundial del Hábitat, el Programa de Asentamientos Humanos de las Naciones Unidas llevará a cabo la ceremonia de entrega de premios en una ciudad previamente seleccionada. 

## Ganadores
Cada año, el Programa de las Naciones Unidas para los Asentamientos Humanos recibe gran cantidad de proyectos nominados por los gobiernos tras una selección previa. Los candidatos recomendados pueden ser organizaciones o agencias gubernamentales, individuos o proyectos. Las iniciativas pueden abordar cualquier aspecto de los asentamientos humanos, como vivienda, infraestructura, renovación urbana, desarrollo sostenible de asentamientos humanos o reconstrucción posterior al desastre.

### 2018
Se otorgaron premios a los siguientes:
| Ganador | Otorgado por | País           |
| --- | --- | -------------- |
| Ciudad de Xuzhou, provincia de Jiangsu | "Promover enfoques holísticos y de base amplia para la restauración ecológica a través de la gestión inteligente de residuos"                                                                    | China          |
| Plan de Acción Nacional para la Implementación de la Nueva Agenda Urbana en Cuba 2017-2036: Instituto de Planificación Física                                   | "Implementando un cambio urbano y territorial positivo a través de la integración e implementación de los principios de la Nueva Agenda Urbana"                                                  | Cuba           |
| Tri Rismaharini, alcalde de la ciudad de Surabaya | "Implementando iniciativas de regeneración y desarrollo de ciudades inclusivas y centradas en las personas, priorizando a los residentes de bajos ingresos para asegurar que no se queden atrás" | Indonesia      |
| Isaac 'Kaka' Muasa, presidente de Mathare Environmental Conservation Youth Group                                                                                | "Aprovechar el potencial de los jóvenes desfavorecidos e inspirar la participación de toda la comunidad en la gestión de residuos sólidos"                                                       | Kenia          |
| Presentado póstumamente en memoria de la Dra. Mona A. Serageldin (1938 - 2018), Vicepresidenta: Instituto para el Desarrollo Urbano Internacional (2005 - 2018) | "Promover enfoques prácticos basados en la investigación para abordar un amplio espectro de desafíos de desarrollo en una amplia gama de entornos"                                               | Estados Unidos |

### 2013
Se otorgaron premios a los siguientes:
| Ganador                                                                  | Otorgado por                                                                                           | País        |
| ------------------------------------------------------------------------ | --- | ----------- |
| Programa Social UPP (Municipio de Río de Janeiro)                        | "Avanzando en la promoción del desarrollo urbano, social y económico en las favelas de Río de Janeiro" | Brasil      |
| Gobierno popular de Shouguang                                            | "Mejoras en infraestructura, transporte y sistemas de tráfico"                                         | China       |
| Ministerio de Desarrollo Urbano y Construcción de Etiopía                | "Su innovador adoquín - Iniciativa de creación de empleo juvenil"                                      | Etiopía     |
| Suwon                                                                    | "Su gobernanza iniciada por los ciudadanos y la planificación y presupuesto urbanos participativos"    | Corea       |
| Facilidad de financiamiento de infraestructura dirigida por la comunidad | "Permitir a las organizaciones de pobres urbanos acceder a mayores recursos"                           | Reino Unido |

### 2012
Se otorgaron premios a los siguientes:
| Ganador | Otorgado por | País     |
| --- | --- | -------- |
| El programa de mejoramiento de barrios marginales de São Paulo de la Secretaría de Vivienda Municipal (SEHAB) | "Implementando uno de los mayores proyectos de mejoramiento de barrios marginales en Brasil"                                                                                     | Brasil   |
| El Fondo Especial de Apoyo del Consejo para la Asistencia Mutua (FEICOM)                                      | "Ayudar a los municipios a alcanzar los Objetivos de Desarrollo del Milenio (ODM), incluidos los esfuerzos en agua limpia, acceso a instalaciones educativas y de salud"         | Camerún  |
| Condado de Anji                                                                                               | "Transformando la ciudad de Anji en una de las ciudades más verdes del mundo" | China    |
| Olusegun Mimiko, gobernador del estado de Ondo                                                                | "El impulso para reducir la pobreza urbana y hacer de Ondo el Estado mejor administrado del país".                                                                               | Nigeria  |
| Muchadeyi Masunda, alcalde de Harare                                                                          | "10 años de liderazgo carismático y una valiente promoción de la gobernanza ética en una ciudad estresada por problemas socioeconómicos, políticos y de prestación de servicios" | Zimbabue |

### 2011
Se otorgaron premios a los siguientes:
| Ganador                                                                      | País           |
| ---------------------------------------------------------------------------- | -------------- |
| Wintringham Specialist Aged Care                                             | Australia      |
| Centro de Investigación y Desarrollo de Estructuras y Materiales ( CIDEM ) i | Cuba           |
| Gestión de aguas pluviales y túnel de carretera (SMART) por MMC-Gamuda       | Malasia        |
| Edith Mbanga de la Federación de Habitantes de la Cabaña para Namibia        | Namibia        |
| Administración de la ciudad de Yakutsk                                       | Rusia          |
| Austin Energy Green Building                                                 | Estados Unidos |

### 2010
| Ganador                                                                      | País      |
| ---------------------------------------------------------------------------- | --------- |
| Programa de renovación urbana sostenible de Viena (Municipal)                | Austria   |
| Gobierno del pueblo municipal de Kunshan                                     | China     |
| Ciudad de Medellín                                                           | Colombia  |
| Ministerio de Vivienda y Desarrollo Urbano de Marruecos y el Grupo Al Omrane | Marruecos |
| Junta de Vivienda y Desarrollo (HDB)                                         | Singapur  |
| Empresa de vivienda social de Johannesburgo (JOSHCO)                         | Sudáfrica |

### 2009
En este año, los ganadores del premio provienen de diversos orígenes y contenidos.
| Ganador                                                            | País                      |
| ------------------------------------------------------------------ | ------------------------- |
| Peter Oberlander                                                   | Canadá                    |
| Un Techo Para Mi País                                              | Chile                     |
| Gobierno municipal de Rizhao                                       | China                     |
| CEMEX                                                              | México                    |
| La ciudad de Grozny                                                | Rusia                     |
| El observatorio urbano local saudita Al-Medina Al Munawarah        | Arabia Saudita            |
| El Gobierno Metropolitano de Seúl (Cita especial)                  | República de Corea        |
| Jan Peterson de la Comisión Huairou                                | Estados Unidos de América |
| El proyecto de renovación de Alexandra                             | Sudáfrica                 |
| La ciudad de Malmö                                                 | Suecia                    |
| Esfuerzos de las mujeres de Uganda para salvar a los niños (UWESO) | Uganda                    |
| Neal Peirce, periodista                                            | Estados Unidos de América |

### 2008
| Ganador                                                                            | País   |
| ---------------------------------------------------------------------------------- | ------ |
| Gobierno municipal de Nanjing (Cita especial)                                      | China  |
| La antigua ciudad del canal de Shaoxing en la provincia de Zhejiang                | China  |
| La bulliciosa ciudad portuaria de Zhangjiagang en la provincia de Jiangsu          | China  |
| La ciudad de Bugulma en la República de Tartaristán de Rusia occidental            | Rusia  |
| La capital de Ruanda, Kigali                                                       | Ruanda |
| Ciudad Juárez, una importante ciudad mexicana en la frontera de los Estados Unidos | México |

### 2007
| Ganador                                                                                                   | País                         |
| --- | ---------------------------- |
| El gobierno popular municipal de Nanning                                                                  | China                        |
| Eusebio Leal Spengler, historiador de la ciudad de La Habana.                                             | Cuba                         |
| El Instituto de Estudios de Vivienda y Desarrollo Urbano                                                  | Los países bajos             |
| Teniente General Nadeem Ahmed, Vicepresidente, Autoridad de Reconstrucción y Rehabilitación de Terremotos | Pakistán                     |
| El Consejo de Vivienda Palestino (APS)                                                                    | Autoridad nacional palestina |
| Rusia, el proyecto de la Administración de la Ciudad de Stavropol                                         | Federación Rusa              |
| El programa de vivienda rural de Mwanza                                                                   | República Unida de Tanzania  |

### 2006
| Ganador                                                                                         | País            |
| ----------------------------------------------------------------------------------------------- | --------------- |
| El Programa de la Conferencia Nacional de Ciudades, Ministerio de Ciudades                      | Brasil          |
| El gobierno popular municipal de Yangzhou                                                       | China           |
| La firma francesa Veolia Environment                                                            | Francia         |
| El gobierno de Alejandría                                                                       | Egipto          |
| Cardenal Renato Martino, Presidente del Pontificio Consejo para la Justicia y la Paz.           | Italia          |
| Pag IBIG Fund                                                                                   | Las Filipinas   |
| Federación Yaroslavl City Administration                                                        | Federación Rusa |
| SS Shaikh Khalifa Bin Salman Al-Khalifa (Cita especial), El Primer Ministro del Reino de Baréin | Reino de Baréin |

### 2005
| Ganador                                                        | País      |
| -------------------------------------------------------------- | --------- |
| Rose Molokoane                                                 | Sudáfrica |
| El municipio de la ciudad de Kazan                             | Rusia     |
| Movimiento Sarvodaya Shramandana                               | Sri Lanka |
| Profesor Johan Silas                                           | Indonesia |
| Ciudad metropolitana de Yakarta                                | Indonesia |
| Gobernador del norte de Sumatra, Tengku Rizal Nurdin (póstumo) | Indonesia |
| Rey Carl XVI Gustaf de Suecia (Cita especial)                  | Suecia    |

### 2004
| Ganador                                      | País        |
| -------------------------------------------- | ----------- |
| Gobierno Popular Municipal de Xiamen         | China       |
| Centro de Comunicación para el Desarrollo    | India       |
| Presidente Joaquim Chissano (Cita especial)  | Mozambique  |
| La revista Big Issue                         | Reino Unido |
| Primer ministro Rafic Hariri (Cita especial) | Líbano      |

### 2003
| Ganador                                                             | País        |
| ------------------------------------------------------------------- | ----------- |
| Margaret Catley-Carlson                                             | Canadá      |
| Gobierno municipal de Weihai                                        | China       |
| German Garcia Duran                                                 | Colombia    |
| Nasreen Mustafa Sideek                                              | Irak        |
| Pamoja Trust                                                        | Kenia       |
| Sankie D. Mthembi-Mahanyele                                         | Sudáfrica   |
| Consejo Colaborativo de Abastecimiento de Agua y Saneamiento        | Suiza       |
| Zena Daysh, Consejo de Ecología Humana de la Commonwealth           | Reino Unido |
| Teolinda Bolívar                                                    | Venezuela   |
| Su Majestad Bhumibol Adulyadej, el Rey de Tailandia (Cita especial) | Tailandia   |

### 2002
| Ganador                                                      | País             | Motivación |
| ------------------------------------------------------------ | ---------------- | --- |
| Cooperación de ciudad a ciudad entre Nakuru, Kenia y Lovaina | Bélgica          | "Por su cooperación multifacética de ciudad a ciudad en el desarrollo urbano sostenible".                                                       |
| Instituto Brasileño de Administración Municipal              | Brasil           | "Por su continuo apoyo al desarrollo del gobierno local a través de la capacitación en temas municipales y urbanos".                            |
| Gobierno municipal de Baotou                                 | China            | "Por mejoras sobresalientes en la vivienda y el medio ambiente urbano y la cooperación exitosa con otras ciudades chinas".                      |
| CITYNET con sede en Yokohama                                 | Japón            | "por desempeñar un papel clave en la facilitación de C2C y la creación de redes entre gobiernos locales, ONG y agencias de desarrollo en Asia". |
| Plataforma Holandesa de Hábitat                              | Los países bajos | "por coordinar la Agenda Hábitat y vincular a los municipios de los Países Bajos con sus socios en los países en desarrollo".                   |
| Alcalde Joan Clos                                            | España           | "Por su destacado compromiso y contribución a la cooperación global entre las autoridades locales y las Naciones Unidas".                       |
| Niveles ENDA Monde, Dakar                                    | Senegal          | "para promover opciones de desarrollo alternativas a nivel local, reducir la pobreza y abogar por los derechos de vivienda".                    |
| René Frank                                                   | Estados Unidos   | "Por su dedicación a la vivienda de bajo costo como miembro destacado de la Federación Internacional de Bienes Raíces (FIABCI)".                |
| John Hodges (Cita especial)                                  | Reino Unido      | "Por su contribución a la eliminación de la pobreza y el desarrollo urbano sostenible en el sur de Asia y África subsahariana".                 |

### 2001
| Ganador                                                                              | País        |
| ------------------------------------------------------------------------------------ | ----------- |
| Gobierno municipal de Hangzhou                                                       | China       |
| Pastora Nuez Gonzalez                                                                | Cuba        |
| Bremer Beginenhof Modell                                                             | Alemania    |
| Ciudad de Fukuoka                                                                    | Japón       |
| Padre Pedro Opeka                                                                    | Madagascar  |
| Centro de Derechos de Vivienda y Desalojo                                            | Suiza       |
| Television Trust for the Environment (TVE), Reino Unido Asiaweek Magazine            | Reino Unido |
| El Comité de Cooperación para la Oficina de Japón de Habitat Fukuoka (Cita especial) | Japón       |

### 2000
| Ganador                                    | País                         |
| ------------------------------------------ | ---------------------------- |
| Ana Vasilache                              | Rumania                      |
| Caroline Pezzullo                          | Estados Unidos               |
| Jacqueline daCosta                         | Jamaica                      |
| Red de mujeres y paz                       | Costa Rica                   |
| Mary Jane Ortega                           | Filipinas                    |
| Unión Internacional de Autoridades Locales | con sede en los Países Bajos |
| Sheela Patel                               | India                        |
| Charles Keenja                             | Tanzania                     |
| Mmatshilo Motsei                           | Sudáfrica                    |

### 1999
| Ganador                                                 | País               |
| ------------------------------------------------------- | ------------------ |
| Habiba Eid                                              | Egipto             |
| Bo Xilai Alcalde de Dalian                              | China              |
| Federación nacional de habitantes de barrios marginales | India              |
| Álvaro Villota Berna                                    | Colombia           |
| Presidente Rudolf Schuster                              | República Eslovaca |
| Pierre Laconte                                          | Bélgica            |
| Millard Fuller                                          | Estados Unidos     |
| Hon. Kwamena Ahwoi                                      | Ghana              |
| Operación Firimbi                                       | Kenia              |

### 1998
| Ganador                                            | País           |
| -------------------------------------------------- | -------------- |
| Programa de Mobilizaco de Comunidades              | Brasil         |
| Proyecto de revitalización integral del río Fu-Nan | Chengdu, China |
| Alcalde Mu Suixin, Alcalde de Shenyang             | China          |
| Forum Européene pour la Sécurité Urbaine           | Francia        |
| Profe. Akin L. Mabogunje                           | Nigeria        |
| Valdimir A. Kudryavtsev                            | Rusia          |
| Association des Habitants del Mourouje             | Túnez          |

### 1997
| Ganador                                                      | País                       |
| ------------------------------------------------------------ | -------------------------- |
| Senador Oscar López Velarde Vega                             | México                     |
| Mother Center Stuttgart                                      | Alemania occidental        |
| Federación Sudafricana de Pueblos sin Hogar                  | Sudáfrica                  |
| Alcalde Huang Ziqiang                                        | China                      |
| Reinhard Goethert y Nabeel Hamdi                             | Estados Unidos/Reino Unido |
| Federación de municipios canadienses                         | Canadá                     |
| Peter Elderfield (Cita especial)                             | Reino Unido                |
| Radinal Moochtar, Ministro de Obras Públicas (Cita especial) | Indonesia                  |

### 1996
| Ganador                                           | País           |
| ------------------------------------------------- | -------------- |
| Hou Jie, Ministro de Construcción (Cita especial) | China          |
| Peter Kimm (Cita especial)                        | Estados Unidos |
| Mohamed Hashi, alcalde de Hargeisa                | Somalia        |
| El difunto Sidhijai Tanphiphat                    | Tailandia      |
| Ministerio de Gobierno Local y Vivienda           | Zambia         |
| El grupo SISCAT                                   | Bolivia        |
| Jnos SZAB                                         | Budapest       |

### 1995
| Ganador                                                                      | País      |
| ---------------------------------------------------------------------------- | --------- |
| Programa de Comunidades Gobierno Estatal de Cear                             | Brasil    |
| Fundación en Apoyo de la Democracia Local                                    | Polonia   |
| Oficina de Desarrollo de la Comunidad Urbana                                 | Tailandia |
| Gangadhar Rao Dattatri                                                       | India     |
| Proyecto de Taza, Agencia Nacional de Lute Contre l'Habitat Insalubre (ANHI) | Marruecos |
| La cooperativa de veuves de Save Duhozanye                                   | Ruanda    |
| Proyecto de vivienda municipal de Shanghái                                   | China     |
| Joe Slovo (fallecido)                                                        | Sudáfrica |

### 1994
| Ganador                                                        | País                   |
| -------------------------------------------------------------- | ---------------------- |
| Qassim Sultan                                                  | Emiratos Árabes Unidos |
| Banco Tabungan Negara (Banco Estatal de Vivienda de Indonesia) | Indonesia              |
| Programa dHabitat Cooperatif                                   | Senegal                |
| Jorge E. Hardoy (fallecido)                                    | Argentina              |
| Administración de desarrollo de vivienda                       | pavo                   |

### 1993
| Ganador                   | País        |
| ------------------------- | ----------- |
| Cités Unies Development   | Francia     |
| Programa Construir Juntos | Namibia     |
| Anthony Williams Bullard  | Reino Unido |

### 1992
| Ganador                                                                 | País             |
| ----------------------------------------------------------------------- | ---------------- |
| Grupo de desarrollo de tecnología intermedia                            | Reino Unido      |
| Oficina de vivienda de Shenzhen                                         | China            |
| Coalición Internacional de Hábitat                                      | México           |
| Proyecto de actualización de East Wahdat                                | Jordán           |
| Programa de Reconstrucción y Rehabilitación de Emergencia por Terremoto | Nepal            |
| Reconstrucción de viviendas rurales con tecnologías apropiadas          | Ecuador          |
| Mejoramiento de Namuwongo y vivienda de bajo costo                      | Uganda           |
| Nuevas comunidades urbanas en Egipto                                    | Egipto           |
| Proyecto de Reconstrucción de Vivienda de World Relief El Salvador      | El Salvador      |
| Proyecto de construcción sin madera                                     | Níger            |
| Laurie Baker                                                            | India            |
| Yona Friedman                                                           | Estados Unidos   |
| Alcalde Jaime Lerner                                                    | Curitiba, Brasil |
| Rozanov Evgueni Grigorievich                                            | Federación Rusa  |
| John FC Turner                                                          | Reino Unido      |

### 1991
| Ganador                                          | País           |
| ------------------------------------------------ | -------------- |
| Ministerio de Vivienda y Asentamientos Humanos   | Costa Rica     |
| Autoridad de desarrollo urbano                   | Singapur       |
| Fundación Cooperativa de Vivienda                | Estados Unidos |
| Autoridad Nacional de Desarrollo de Vivienda     | Sri Lanka      |
| Corporación de Vivienda y Desarrollo Urbano      | India          |
| Corporación Financiera de Desarrollo de Vivienda | India          |
| Proyecto de reparto de tierras Sengki            | Tailandia      |
| Asistencia de proyecto IECOSAT -                 | Burundi        |
| Instituto de materiales de construcción          | Vietnam        |
| Tamako Nakanishi                                 | Japón          |
| Arco. Leandro Quintana Uranga                    | Venezuela      |

### 1990
| Ganador                                               | País                        |
| ----------------------------------------------------- | --------------------------- |
| Lord Scarman                                          | Reino Unido                 |
| Gobierno municipal de Tangshan                        | China                       |
| Construyamos                                          | Colombia                    |
| Cráter                                                | Francia                     |
| Autoridad de Conservación y Desarrollo de Stone Town  | República Unida de Tanzania |
| Fundación de Asentamientos Humanos                    | Tailandia                   |
| Sociedad Americana de Oncología Clínica, Chicago, ILL | Estados Unidos              |

### 1989
| Ganador                                 | País           |
| --------------------------------------- | -------------- |
| Otto Koenigsberger                      | Reino Unido    |
| Hassan Fathy                            | Egipto         |
| Lauchlin Currie                         | Estados Unidos |
| Hábitat para la Humanidad Internacional | Estados Unidos |